# Lithuania (singolo)
Lithuania è un singolo del rapper statunitense Big Sean, pubblicato il 2 ottobre 2020 come terzo estratto dal quinto album in studio Detroit 2.

## Descrizione
Dodicesima traccia del disco, Lithuania, che vede la partecipazione del rapper statunitense Travis Scott, è stato scritto dai due interpreti con Rafeal X. Brown e Chauncey Hollis, e prodotto da quest'ultimo, in arte Hit-Boy.

## Video musicale
Il video musicale è stato reso disponibile il 4 settembre 2020.

## Formazione
Musicisti
- Big Sean – voce
- Travis Scott – voce aggiuntiva

Produzione
- Hit-Boy – produzione
- Audio Anthem – produzione aggiuntiva
- Tom Kahre – produzione vocale, registrazione
- Colin Leonard – mastering
- Gregg Rominiecki – missaggio, registrazione
- Alec Foss – assistenza al missaggio

## Classifiche
| Classifica (2020) | Posizione massima |
| ----------------- | ----------------- |
| Canada            | 52                |
| Grecia            | 80                |
| Lituania          | 1                 |
| Portogallo        | 188               |
| Stati Uniti       | 69                |